# Pictichromis paccagnellae
Pictichromis paccagnellae, thường được gọi là cá đạm bì hoàng gia hay cá đạm bì hai sắc, là một loài cá biển thuộc chi Pictichromis trong họ Cá đuôi gai. Loài này được mô tả lần đầu tiên vào năm 1973.

## Phân bố và môi trường sống
P. paccagnellae phân bố tương đối rộng rãi ở phía tây Thái Bình Dương: từ miền đông Indonesia (Bali đến Tây Papua) và biển Timor trải dài về phía đông đến quần đảo Solomon và Vanuatu; cũng được ghi nhận tại đảo Palau và đảo Maap thuộc nhóm đảo Micronesia. P. paccagnellae được tìm thấy trong các hang động nhỏ trên các rạn san hô hoặc trên những sườn đá ngầm, ở độ sâu khoảng 1 – 70 m.

## Mô tả

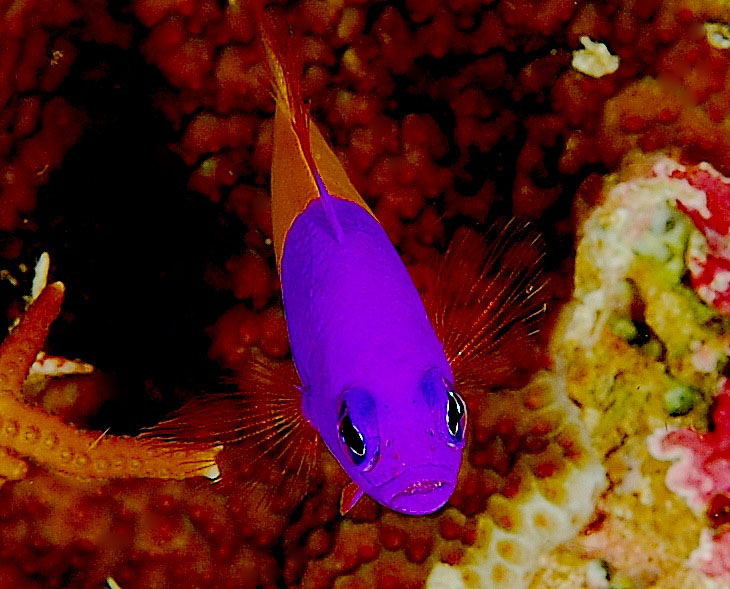

P. paccagnellae trưởng thành dài khoảng 7 cm. Cơ thể của P. paccagnellae phân thành 2 màu riêng biệt: nửa thân trước màu hồng tím, nửa thân sau màu vàng. Vây đuôi có màu vàng, vây bụng màu hồng. Mống mắt màu xanh dương.
P. paccagnellae giống đến nỗi khó phân biệt với loài Pictichromis coralensis bằng mắt thường. Về màu sắc, chúng y hệt nhau. Cả hai chỉ được phân biệt qua kích cỡ và số lượng vảy nhỏ ở dọc đường bên. Cách tốt nhất để phân biệt chúng là dựa vào vị trí sinh sống. P. coralensis chỉ được tìm thấy tại biển San Hô ở đông Úc.
Số ngạnh ở vây lưng: 3; Số vây tia mềm ở vây lưng: 21 - 22; Số ngạnh ở vây hậu môn: 3; Số vây tia mềm ở vây hậu môn: 11 - 13.
Thức ăn của P. paccagnellae có lẽ là rong tảo và các sinh vật phù du nhỏ. Chúng thường sống đơn độc hoặc hợp thành các nhóm nhỏ rải rác.
P. paccagnellae được đánh bắt để phục vụ cho ngành thương mại cá cảnh với giá tương đối thấp.

## Hình ảnh

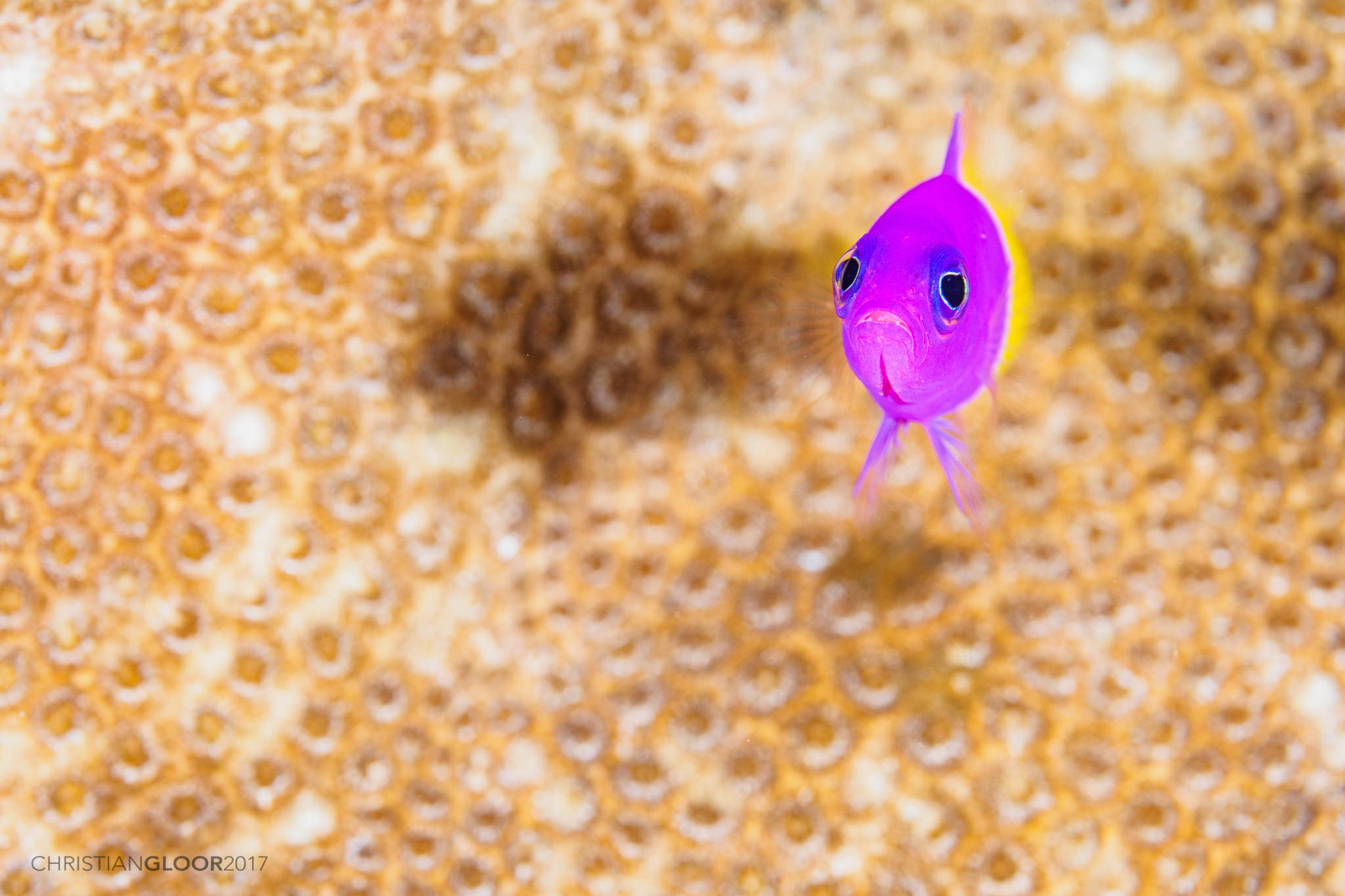
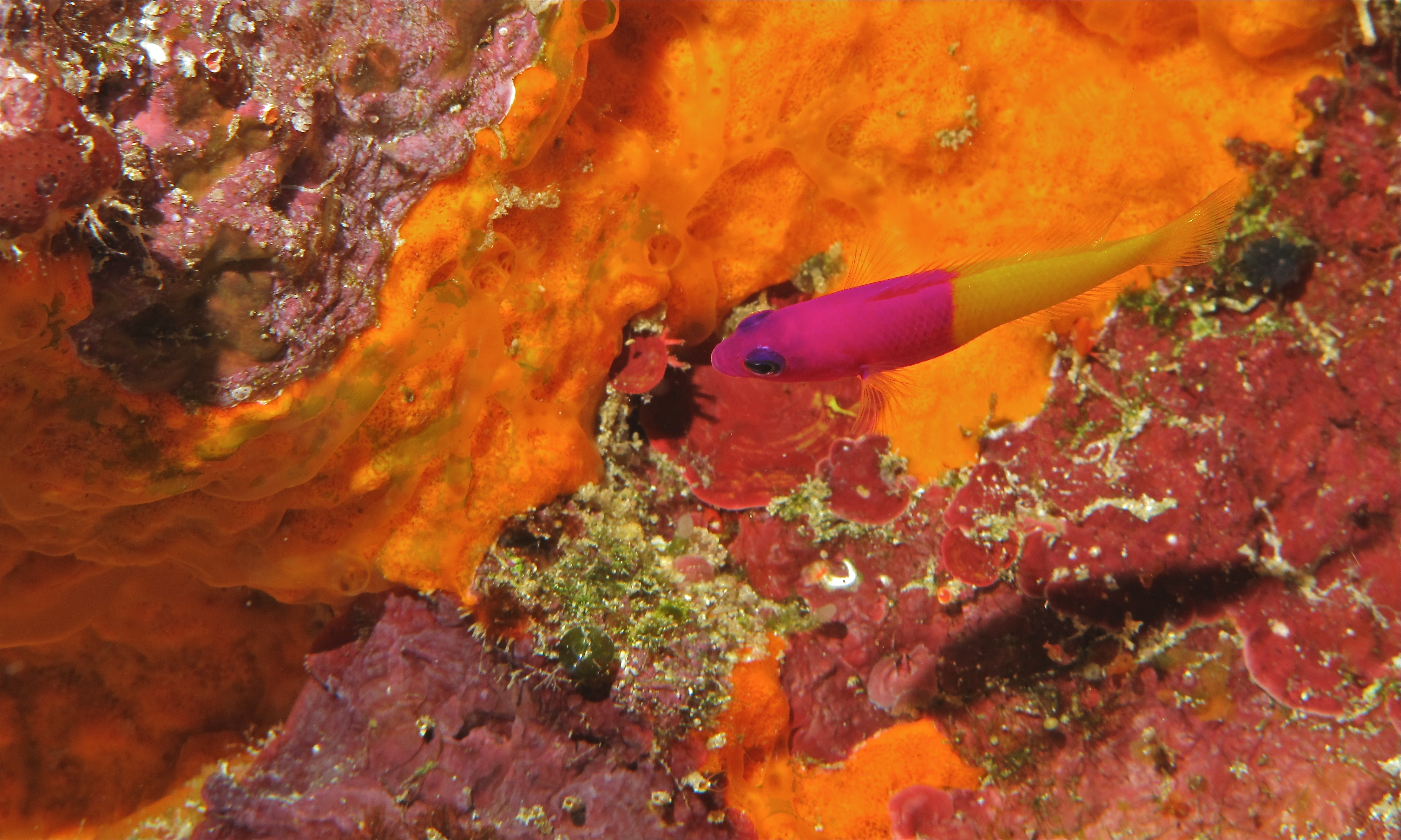